# خط بو
خط بو یا سیاژ (UK: ‎/siːˈjɑːʒ/‎،فرانسوی: [sijaʒ] ()>) در عطر به مسیری اشاره دارد که وقتی عطری روی پوست زده می‌شود ایجاد می‌شود. این واژه از کلمه فرانسوی برای «بیداری» گرفته شده‌است و بهترین توصیف آن این است که چگونه یک عطر پشت سر فردی که آن را می‌زند، پخش می‌شود. برای داشتن سیاژ زیاد لازم نیست که یک عطر سنگین باشد.
سیاژ در یک عطر نباید با 'پخش' آن (اینکه چگونه عطر توسط دیگران در اطراف فرد پوشنده درک می‌شود) اشتباه گرفته شود و توسط حرکت، دمای محیط و همچنین ویژگی‌های ذاتی پوست تقویت می‌شود. بر اساس مقاله‌ای از موکرجی، یک عطر توسط پخش مولکول‌های عطر به تنهایی درک می‌شود. با این حال، نرخ پخش این مولکول‌ها در یک عطر، به نظر می‌رسد که مستقل از وزن‌های مولکولی، نقطه‌های جوش، آستانه‌های بو و ارزش بوی آن‌ها باشد.
زمانی که یک عطر روی پوست اعمال می‌شود، خود پوست به یک زیرلایه برای بو تبدیل می‌شود. بوی ذاتی پوست فرد، مرطوب‌سازی پوست، رفتار میکروبیوم پوست و دمای سطح پوست که عطر به آن اعمال می‌شود، بر سیاژ یا پخش یک عطر اعمال شده بر روی آن تأثیر می‌گذارد.